# 劇燕
劇燕（？—？），蒲坂（今山西永濟）人，唐朝政治人物、诗人。

## 生平
生卒年均不詳。科場屢試不第。工於詩，風格頗為雅正，與鄭谷、張喬、許棠等人齊名，合稱“咸通十哲”。王重榮镇守河中，劇燕前往贈詩曰: “只向國門安四海，不離鄉井拜三公。”，得到王重榮重用。劇燕为人過於放縱，凌辱諸位從事，後因正平之禍遇害。